# Цекання
Це́кання (біл. цеканьне, ciekańnie, рос. це́канье) — зміна приголосного [т] при його пом'якшенні на м'який [ц']. У більшості слів іншомовного походження цекання не спостерігається: антена, теза.
Властиве білоруській мові і деяким діалектам російської мови.
Білоруське цекання зустрічається в письмових пам'ятках із XV ст. Поширене на всій етнічній території білорусів, що свідчить на користь гіпотези про його самостійний розвиток. Юхим Карський пояснював походження цекання (як і дзекання) надмірним пом'якшенням зубних звуків «т» і «д», які почали вимовлятися зі свистячим відтінком, властивим звуком «с» і «з», що й призвело до виникнення м'яких африкат «ц'» і «дз'».